# Bonópolis
Bonópolis là một đô thị thuộc bang Goiás, Brasil. Đô thị này có diện tích 1628,479 km², dân số năm 2007 là 2572 người, mật độ 1,6 người/km².